# لورا سانشيز (لاعبة كرة الريشة)
لورا سانشيز (بالإسبانية: Laura Sánchez)‏ هي لاعبة كرة الريشة كولومبية، ولدت في 31 ديسمبر 1993.

## وصلات خارجية
- لورا سانشيز على موقع BWF.tournamentsoftware.com (الإنجليزية)
- لورا سانشيز على موقع BWFbadminton.com (الإنجليزية)